# Mátala (Creta)
Mátala (em grego: Μάταλα) é uma aldeia e estância turística localizada na costa sul da ilha de Creta, Grécia. Faz parte da comunidade de Pitsídia, da unidade municipal de Tympáki e da unidade regional de Heraclião. Em 2011 a comunidade de Pitsídia tinha 781 habitantes, dos quais 67 registrados em Mátala.
A aldeia situa-se 4 km a sudoeste de Pitsídia, 14 km a sul de Tympáki e 65 km a sudoeste de Heraclião (distâncias por estrada). Segundo a mitologia grega, foi em Mátala que Zeus desembarcou em Creta depois de cruzar o mar  na forma de um touro branco carregando a princesa Europa, que tinha seduzido.
As grutas artificiais na falésia norte da baía de Mátala foram criadas no período neolítico e usadas como cemitério paleocristão nos séculos I e II d.C. Foi o porto de Festo ( situada 10 km a nordeste) durante o período minoico. No ano de 220 a.C., foi ocupada pelos habitantes de Gortina e durante o período romano tornou-se o porto da cidade. Uma das cavernas locais foi chamada de "Brutospeliana", pois segundo a lenda era frequentada pelo general romano Bruto.
Até aos anos 1960 Mátala foi uma aldeia de pescadores. Na década de 1960 suas cavernas foram ocupadas por hippies Mátala foi visitada nesse período por muitos hippies famosos, como Cat Stevens, Bob Dylan e Joni Mitchell. Esta última fala de Mátala na canção Carey do álbum Blue, de 1971. Os hippies foram mais tarde expulsos pela igreja e pela junta militar, mas o local ainda conserva e alguma atmosfera desse tempo, visível por exemplo nos bares e restaurantes e no tipo de turistas que ali acorrem. Atualmente, Mátala vive principalmente do turismo.